# جون فاغنر
جون فاغنر (بالإنجليزية: John Wagner)‏ هو فنان قصص مصورة بريطاني، ولد في 1949 في بنسيلفانيا في الولايات المتحدة.

## وصلات خارجية
- جون فاغنر على موقع IMDb (الإنجليزية)
- جون فاغنر على موقع ميوزك برينز (الإنجليزية)
- جون فاغنر على موقع قاعدة بيانات الفيلم (الإنجليزية)